# Kreisgericht Stralsund
Das Kreisgericht Stralsund war ein preußisches Kreisgericht in der damaligen Provinz Preußen mit Sitz in der Stadt Stralsund.

## Geschichte
1849 wurden in Preußen einheitlich Kreisgerichte geschaffen. Hierbei wurde die Patrimonialgerichtsbarkeit abgeschafft und die Patrimonialgerichte wurden aufgehoben. Auch die eingangs genannten Gerichte wurden aufgehoben und es entstand das Königliche Kreisgericht Stralsund im Sprengel des Appellationsgerichts Greifswald. Es war für den Kreis Franzburg und einen Teil des Kreises Grimmen zuständig.
Das Kreisgericht war auch Schwurgericht und als solches auch für das Kreisgericht Bergen zuständig. Am Gericht waren 1870 ein Direktor und zehn Kreisrichter eingesetzt. 1870 betrug die Zahl der Gerichtseingesessenen 85.945. Gerichtskommissionen waren in Barth, Damgarten, Franzburg und Tribsees eingerichtet. Gerichtstage wurden in Damgarten und Wieck gehalten.
Im Rahmen der Reichsjustizgesetze wurde das Gerichtswesen in Deutschland 1879 vereinheitlicht. Damit wurde das Kreisgericht Stralsund aufgehoben und das königlich preußische Amtsgericht Stralsund mit Wirkung zum 1. Oktober 1879 als eines von elf Amtsgerichten im Bezirk des Landgerichtes Greifswald als Nachfolger gebildet. Auch die meisten Gerichtskommissionen wurden in Amtsgerichte umgewandelt (Amtsgericht Barth, Amtsgericht Damgarten, Amtsgericht Franzburg).